# السريع جدا والغاضب جدا
السريع جدا والغاضب جدا (بالإنجليزية: 2 Fast 2 Furious)‏ ، هو فيلم أمريكي أنتج سنة 2003، ويعد الجزء الثاني من سلسلة أفلام السريع والغاضب.

## القصة
بعد السماح لدومينيك توريتو بالهروب من السلطات، [رقم 1] ضابط شرطة لوس أنجلوس السابق بريان أوكونر يهرب من لوس أنجلوس هربًا من الملاحقة القضائية.  بعد ذلك ينتقل إلى ميامي ويكسب عيشه من المشاركة في سباقات الشوارع غير القانونية، حيث يقود سيارة نيسان سكايلاين جي تي آر آر 34 الفضية المعدلة بشكل كبير.  يتم تنظيم السباقات من قبل صديقه الميكانيكي المحلي تيج باركر.  بعد الفوز في سباق ضد السائقين بما في ذلك سوكي، ظهرت الشرطة واعتقلت برايان.  تم احتجازه، لكن حصل على صفقة من قبل رئيسه السابق في مكتب التحقيقات الفيدرالي بيلكنز ووكيل الجمارك الأمريكي ماركهام للتخفي وإسقاط زعيم المخدرات الأرجنتيني كارتر فيرون مقابل تخليص سجله الإجرامي.  توافق العميلة مونيكا فوينتيس، التي عملت متخفية مع فيرون لمدة عام، على المساعدة في جلب برايان إلى المنظمة.  يوافق بريان على شرط منحه الإذن باختيار شريكه.
يدفع هذا براين للسفر إلى بارستو، حيث يستعين بمساعدة صديق الطفولة رومان بيرس، الذي قضى عقوبة بالسجن لإيوائه سيارات مسروقة في مرآب لتصليح السيارات.  رومان، الذي يخضع حاليًا للإفراج المشروط، يلوم براين على اعتقاله، لكنه يوافق على مضض على المساعدة في مقابل نفس الصفقة التي عُرضت على برايان.  من أجل مهمتهم، تم إصدار سيارتين معدلتين مصادرتين - ميتسوبيشي لانسر إيفولوشن 7 وميتسوبيشي إكليبس سبايدر جي تي إس.  تم تعيين رومان وبريان لاحقًا بواسطة فيرون
، الذي يكلف الثنائي بالتنافس ضد السائقين المنافسين للحصول على حزمة من سيارة مصادرة موجودة في الكثير.  ماركهام، الذي يعتقد خطأً أن الثنائي يحاول الهروب، يتبعهم كثيرًا.  نصب الكمين للشرطة رومان، الذي يطلق النار على ماركهام للمساعدة في الحفاظ على غطاءه.  يواجه رومان لاحقًا الوكيل للتدخل في المهمة.  ومع ذلك، فإن براين قادر على إنقاذ الموقف، حيث أخبر بيلكنز أن فيرون يزعم أنه يهدف إلى غسل أمواله في ميامي قبل الهروب على متن طائرته الخاصة.
يتحدى براين ورومان زوجًا من سائقي سيارات العضلات الذين تسابقا عندما يتنافسان على توظيف فيرون، من أجل الزلات الوردية.  على الرغم من إعاقات المحرك والطاقة، فقد فازوا بالسباق وحصلوا على السيارات المنافسة - 1969 Yenko Camaro SYC و 1970 Dodge Challenger R / T.  واجه رومان لاحقًا براين بشأن التهديد المستمر لرجال فيرون؛  ومع ذلك، فإنهم يصلحون خلافاتهم ويركزون على إكمال المهمة.
في قسم الشخصيات المهمة في ملهى ليلي، قام براين وشاهد روماني فيرون بتعذيب محقق MPD ويتوورث لمنح رجاله فرصة للقيام بالفرار.  في صباح اليوم التالي، حذرتهم مونيكا من أنهم سيُقتلون بمجرد أن يتم الإسقاط.  على الرغم من ذلك، يرفض ماركهام إلغاء الوظيفة، مدعيا أنها فرصتهم الوحيدة للقبض على فيرون.
في يوم المهمة، بدأ براين ورومان في نقل حقائب من القماش الخشن من أموال فيرون مع شركاء فيرون - إنريكي وروبرتو - برفقتهم لمرافقتهم.  قبل أن يتم ضبط النافذة، قرر ويتوورث استدعاء الشرطة للتحرك لاعتقال سائقي السيارات التي استخدمها برايان ورومان.  ينتج عن هذا مطاردة عالية السرعة عبر المدينة.  يقود الثنائي الشرطة إلى مستودع، حيث «تدافع» العشرات من المتسابقين في الشوارع نظمه تيج يربك الشرطة.  بعد التدافع، تمكنت الشرطة من إيقاف Evo و Eclipse ، فقط لتكتشف أن تيج وسوكي يقودهما.  كما اتضح، قام الثنائي بتبديل السيارات وهرب في السيارتين العضليتين اللتين فازا بهما في وقت سابق.
بينما يقترب برايان من نقطة الوجهة في سيارته كامارو، أخبره إنريكي أن يسلك مخرج تاربون بوينت مارينا، بدلاً من التوجه إلى المطار.  في هذه الأثناء، يتخلص رومان من روبرتو باستخدام مقعد قاذف مرتجل في سيارة تشالنجر التي يقودها أكسيد النيتروز.  في المطار، حاصر وكلاء الجمارك طائرة فيرون وقافلتهم، فقط ليكتشفوا أنه تم خداعهم في مناورة شرك بينما فيرون في حوض للقوارب على بعد عدة أميال.  يكشف فيرون أنه يعرف أن مونيكا كانت عميلة سرية، وأعطاها عن قصد معلومات خاطئة عن نقطة الوصول.  عندما يصل بريان إلى مارينا، يجبر فيرون مونيكا على ركوب يخته الخاص ويأمر إنريكي بقتل بريان.  بينما يستعد إنريكي لقتله، يفشل مقعد القاذف لبريان، لكن يظهر رومان فجأة ويساعد برايان على إعاقة إنريكي.  يهرب فيرون، لكن براين ورومان يستخدمان كامارو لقيادة منحدر، وتحطمتا فوق اليخت.  براين يطلق النار ويجرح فيرون، الذي اعتقلته مونيكا بعد ذلك.
يمنح ماركهام بريان ورومان عفواً كاملاً، وفي المقابل يتحول رومان إلى النصف الثاني من أموال فيرون.  يتفق الاثنان على البقاء في ميامي، ويقترح برايان فتح مرآب - بتمويل من جزء من أموال فيرون التي احتفظ بها رومان لأنفسهم.

## الممثلون
- بول ووكر في دور براين أوكونر
- تيريس جيبسون في دور رومان بيرس
- كول هوسر في دور كارتر فيرون
- إيفا ميندز في دور مونيكا فيونتز
- لوداكريس في دور تيج باركر
- ديفون أوكي في دور سوكي

## وصلات خارجية
- الموقع الرسمي
- سريع جدا غاضب جدا على موقع IMDb (الإنجليزية)
- سريع جدا غاضب جدا على موقع ميتاكريتيك (الإنجليزية)
- سريع جدا غاضب جدا على موقع روتن توميتوز (الإنجليزية)
- سريع جدا غاضب جدا على موقع نتفليكس (الإنجليزية)
- سريع جدا غاضب جدا على موقع قاعدة بيانات الأفلام العربية
- سريع جدا غاضب جدا على موقع ألو سيني (الفرنسية)
- سريع جدا غاضب جدا على موقع Turner Classic Movies (الإنجليزية)
- سريع جدا غاضب جدا على موقع أول موفي (الإنجليزية)
- سريع جدا غاضب جدا على موقع بوكس أوفيس موجو (الإنجليزية)
- سريع جدا غاضب جدا على موقع فيلمافينيتي (الإسبانية)